# Xoanodera snizeki
Xoanodera snizeki là một loài bọ cánh cứng trong họ Cerambycidae.